# Calophyllum teysmannii
Calophyllum teysmannii är en tvåhjärtbladig växtart som beskrevs av Friedrich Anton Wilhelm Miquel. Calophyllum teysmannii ingår i släktet Calophyllum och familjen Calophyllaceae.

## Underarter
Arten delas in i följande underarter:
- C. t. bursiculum
- C. t. inophylloides